# Neung-sur-Beuvron
Neung-sur-Beuvron – miejscowość i gmina we Francji, w Regionie Centralnym, w departamencie Loir-et-Cher.
Według danych na rok 1990 gminę zamieszkiwały 1152 osoby, a gęstość zaludnienia wynosiła 18 osób/km² (wśród 1842 gmin Centre, Neung-sur-Beuvron plasuje się na 342. miejscu pod względem liczby ludności, natomiast pod względem powierzchni na miejscu 34.).